# Symplicjusz
Symplicjusz, Symplicy – imię męskie pochodzenia łacińskiego, pochodzące od wyrazu łac. simplex, oznaczającego „prosty, szczery, uczciwy”. W średniowieczu nie jest ono poświadczone w źródłach polskich, pojawiło się w XVII wieku. Wersja łac. Simplicius została w polszczyźnie zaadaptowana na dwa sposoby: jako Symplicjusz (z odmianą rzeczownikową) oraz jako Symplicy (z odmianą przymiotnikową, jak Ignacy).
Imię to nie znajduje się wśród 531 imion (męskich i żeńskich), które w roku 2001 nosiło co najmniej 1000 Polaków. W styczniu 2025 r. w rejestrze PESEL, wśród publicznie dostępnych danych dotyczących osób żyjących, wykazano 4 mężczyzn o imieniu Symplicjusz nadanym jako imię pierwsze.
Symplicjusz i Symplicy imieniny obchodzą 2 i 10 marca.

## Odpowiedniki w innych językach
Wybrane odpowiedniki:
- angielski: Simplicius
- białoruski: Сімпліцый
- bułgarski: Симплиций, Симплици
- czeski: Simplicius
- francuski: Simplice
- hiszpański: Simplicio
- holenderski: Simplicius
- litewski: Simplicijus
- łacina: Simplicius
- niemiecki: Simplicius
- portugalski: Simplicio
- rosyjski: Симплиций
- rumuński: Simpliciu
- słowacki: Simplic
- słoweński: Simplicij
- ukraiński: Сімпліцій
- węgierski: Szimpliciusz, Szimplic
- włoski: Simplicio

## Mężczyźni o imieniu Symplicjusz lub Symplicy
- św. Symplicjusz – papież
- Symplicjusz z Cylicji – filozof bizantyński